# Tenodera angustipennis
Tenodera angustipennis là một loài Bọ ngựa trong họ Bọ ngựa. Loài này được Saussure miêu tả năm 1869. Đây là loài du nhập của Hoa Kỳ.